# Liste des sites Natura 2000 de Vaucluse
Cet article recense les sites Natura 2000 de Vaucluse, en France.

## Statistiques
Le Vaucluse compte 14 sites classés Natura 2000. 11 bénéficient d'un classement comme site d'intérêt communautaire (SIC), 3 comme zone de protection spéciale (ZPS).

## Liste
| Site                                                 | Type | Superficie (ha) | Fiche     | Coordonnées                      | Photo |
| ---------------------------------------------------- | ---- | --------------- | --------- | -------------------------------- | ----- |
| Calavon et Encrême                                   | SIC  | +00968,         | FR9301587 | 43° 51′ 25″ nord, 5° 13′ 38″ est |       |
| Durance                                              | SIC  | +15 954,        | FR9301589 | 43° 44′ 03″ nord, 5° 46′ 34″ est |       |
| Eygues                                               | SIC  | +00817,         | FR9301576 | 44° 14′ 26″ nord, 4° 55′ 00″ est |       |
| Gorges de la Nesque                                  | SIC  | +01 233,        | FR9302003 | 44° 02′ 56″ nord, 5° 17′ 27″ est |       |
| Massif du Luberon                                    | SIC  | +21 365,        | FR9301585 | 43° 48′ 13″ nord, 5° 23′ 18″ est |       |
| Mont Ventoux                                         | SIC  | +03 140,        | FR9301580 | 44° 10′ 18″ nord, 5° 17′ 32″ est |       |
| Ocres de Roussillon et de Gignac - Marnes de Perréal | SIC  | +01 309,        | FR9301583 | 43° 54′ 34″ nord, 5° 29′ 15″ est |       |
| Ouvèze et Toulourenc                                 | SIC  | +01 247,        | FR9301577 | 44° 13′ 51″ nord, 5° 09′ 30″ est |       |
| Rhône aval                                           | SIC  | +12 606,        | FR9301590 | 43° 58′ 56″ nord, 4° 49′ 59″ est |       |
| Rochers et combes des monts de Vaucluse              | SIC  | +01 738,        | FR9301582 | 43° 58′ 14″ nord, 5° 20′ 08″ est |       |
| Sorgue et Auzon                                      | SIC  | +02 450,        | FR9301578 | 44° 02′ 02″ nord, 4° 56′ 53″ est |       |
| Durance                                              | ZPS  | +20 008,        | FR9312003 | 43° 44′ 03″ nord, 5° 46′ 34″ est |       |
| Marais de l'Île-Vieille et alentour                  | ZPS  | +01 463,        | FR9312006 | 44° 13′ 08″ nord, 4° 41′ 24″ est |       |
| Massif du Petit Luberon                              | ZPS  | +17 049,        | FR9310075 | 43° 48′ 00″ nord, 5° 15′ 58″ est |       |